# Saharia

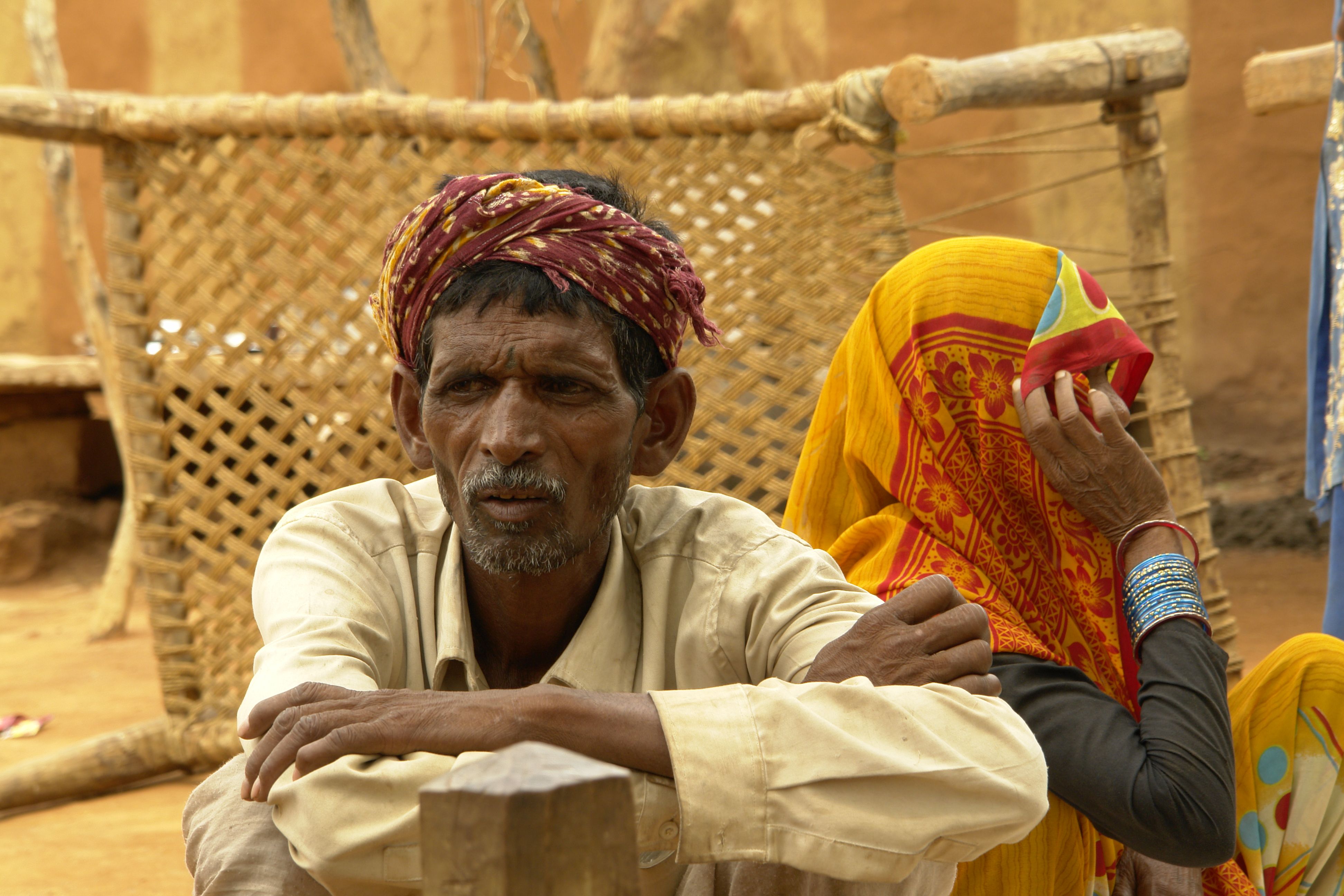
Couple Sahariyas de Bathpura

Les mots  'Saharia' ,   'Sahar' ,  'Sehariya'  ou  'Sahariya'  dans le langage munda, désignent une tribu indigène  de la province   Madhya Pradesh en Inde. Les Saharias se rencontrent principalement dans les districts de Morena, Sehopur, Bhind, Gwalior, Datia, Shivpuri, Vidisha, et de Guna du Madhya Pradesh.
D'autres sont disséminés dans le district de Baran du Rajasthan.

## Histoire

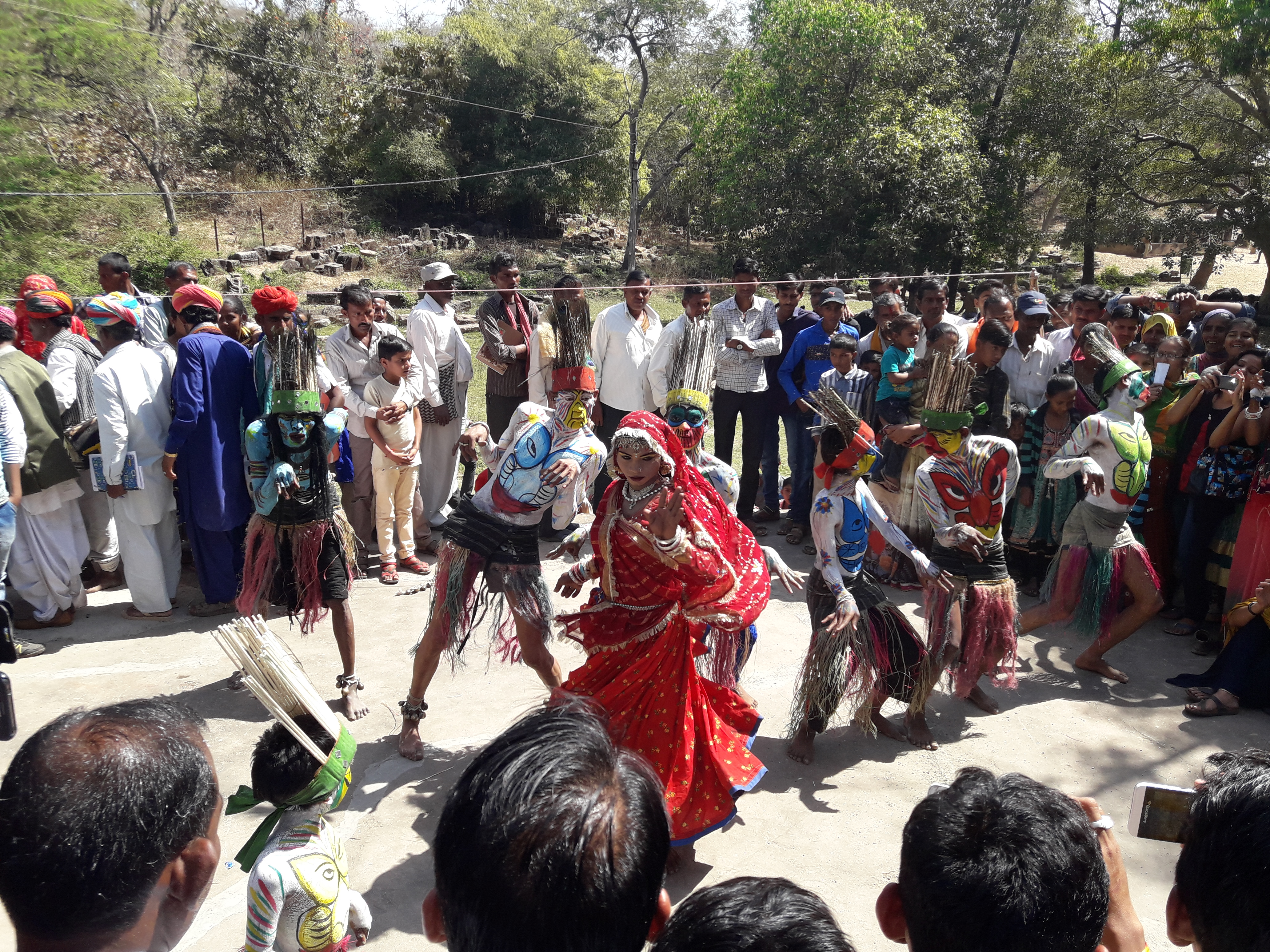
Dance Sahari au Temple Kaleshwari (Khanpur)

Les origines des tribus "Saharia" sont variables selon les lieux où elles se sont implantées. Dans certaines zones, la tradition étant orale, leur histoire a complètement été occultée. Par ailleurs, il n'existe aucun document généalogiques et les vestiges de leur civilisation sont pratiquement inexistants. Leur communauté est repartie en plusieurs gotra exogamiques, les principaux étant Sanauna, Rajauria, Lodhi, Chandele, Rohtele, Solanki, Khareyia, Bagolina, Jecheria, Kusmorna, Chakardiya, Kurwana et Theogana.

## Religion
L'« Hindouisme » a profondément influencé la culture indienne, C'est une dominante de la croyance des Sahariyas. Ainsi, beaucoup s'accordent à reconnaître que l'origine du peuple "Saharia" remonte à l'épopée mythologique du Ramayana, ils  seraient les descendants de Brahma. D'autres attestent qu'ils sont,  plutôt, ceux de Baiju Bheel, un adorateur du dieu hindou Shiva.

## Festivals
Les festivals majeurs célèbrent les dieux et la déesse de l'hindouisme : Veer Teja, Dhakar Baba, Durga, Hanuman, Lalbai , Bejasan, Savni Amavasya, Janmashtami, Raksha Bandhan, Deepavali, Holi et Teja Dashmi.

## Économie
L'activité principale des bûcherons Sahariyas est de faire des catechu en extrayant de l'Acacia catechu un astringent qui est utilisé depuis l'Antiquité en médecine ayurvédique ainsi que dans les mélanges d'épices rafraîchissantes. Leurs ressources proviennent également de la collecte et de la vente des produits issus de la Sylviculture: l'extraction de la gomme, la collecte des feuilles de Madhuca longifolia et celle des herbes médicinales,  ainsi des produits dérivés de l'apiculture.
L'économie est principalement liée à l'agriculture. La culture du blé, du millet perlé, du maïs, et du Pois d'Angole sont les activités principales des cultivateurs  Sahariyas qui se sont sédentarises. Leur travail est particulièrement rendu d'autant plus difficile qu'il dépend de l'irrigation des terres cultivables. Seuls 2% de la superficie totale est alimentée en eau avec les puits et les ruisseaux.

## Habitat
Les tribus "Saharia" se regroupent dans des quartiers situés à la périphérie des principaux villages. La construction de leur logement est caractérisée par des blocs de pierre et une toiture en dalles de pierre. Dans certains villages, la brique et le béton étant rares les maisons sont faites de torchis.

## Santé
La santé des Sahariyas est précaire en raison des conditions de vie. C'est une source de  préoccupation pour les autorités sanitaires de l' Inde. Pour  changer cela, le programme RNTCP-DOTS travaille efficacement, en développant des campagnes de prévention relatives à la malnutrition et à la tuberculose pulmonaire. Le Centre de Génomique de l'Université de Jiwaji, Gwalior mène une recherche clinique et génétique active, afin d'identifier les raisons génétiques et non-génétiques de ces maladies.